# Симосима (Амакуса)
Симо́сима или Ама́куса-Симо́сима (яп. 下島 симосима, «нижний остров») — остров на юге Японии, в архипелаге Амакуса, расположенный в префектуре Кумамото. Его площадь составляет 571—574,95 км². Население — 71523 человек (2015). Высочайшая точка — гора Кадояма (526 м).
Остров лежит на юго-западе префектуры. На острове расположены город Амакуса и посёлок Рейхоку.
На северо-востоке связан мостом Амакуса-сэто-охаси (яп. 天草瀬戸大橋) с островом Камисима, который, в свою очередь, связан с Кюсю серией мостов через остров Ояно.
На северо-востоке пролив Хондоносето отделяет остров от Камисимы, на юго-востоке пролив Нагасима отделяет его от островов Нагасима и Сисидзима, на севере пролив Хаясаки отделяет его от полуострова Симабара.
Основные отрасли экономики — сельское хозяйство и рыболовство. На острове множество объектов эпохи Эдо, связанных со скрытыми христианами.
С запада его омывает море Амакуса-Нада, на западе — залив Яцусиро.
В западное побережье острова вдаётся залив Йокаку.